# Browser Helper Object
Browser Helper Object (BHO) とは Internet Explorer および Windows エクスプローラで使用するプラグインを、第三者でも作成することができるようにする Microsoft Windows の仕組み、及びその仕組みによって生成された COM オブジェクトのことである。1997年に Internet Explorer のバージョン4より実装された。
Internet Explorer 版の Google ツールバーや Adobe Acrobat のプラグインなどは、BHO で実装されている。ほとんどの BHO は Internet Explorer の起動時に実行され、ブラウザのスタートページや検索ページ、ツールバーの設定、ユーザが閲覧した Web サイトの情報の収集、ポップアップの作成、お気に入りの登録などの機能をカスタマイズ、コントロールすることができる。また、いくつかのモジュールではブラウザが本来表示することのできない異なったファイルフォーマットの形式の表示を可能とする。反面、悪意のあるBHOを取り込んでしまうとブラウザの機能を乗っ取られてしまうため、プラグインなどを不用意にインストールしないことが、ユーザーにとって重要である。